# موغ (تاجیکستان)
موغ (به خط تاجیکی: Муғ) یک روستا در تاجیکستان است که در ناحیه لخش، جماعت دهات لخش بالا واقع شده‌است.
تا پیش از ماه مارس ۲۰۲۲، نام این  روستا، موک (به خط تاجیکی: Мук) بوده.